# Nyctemera antinorii
Nyctemera antinorii är en fjärilsart som beskrevs av Charles Oberthür 1880. Nyctemera antinorii ingår i släktet Nyctemera och familjen björnspinnare. Inga underarter finns listade i Catalogue of Life.